# Calocestra
Calocestra là một chi bướm đêm thuộc họ Noctuidae.